# Esteiro

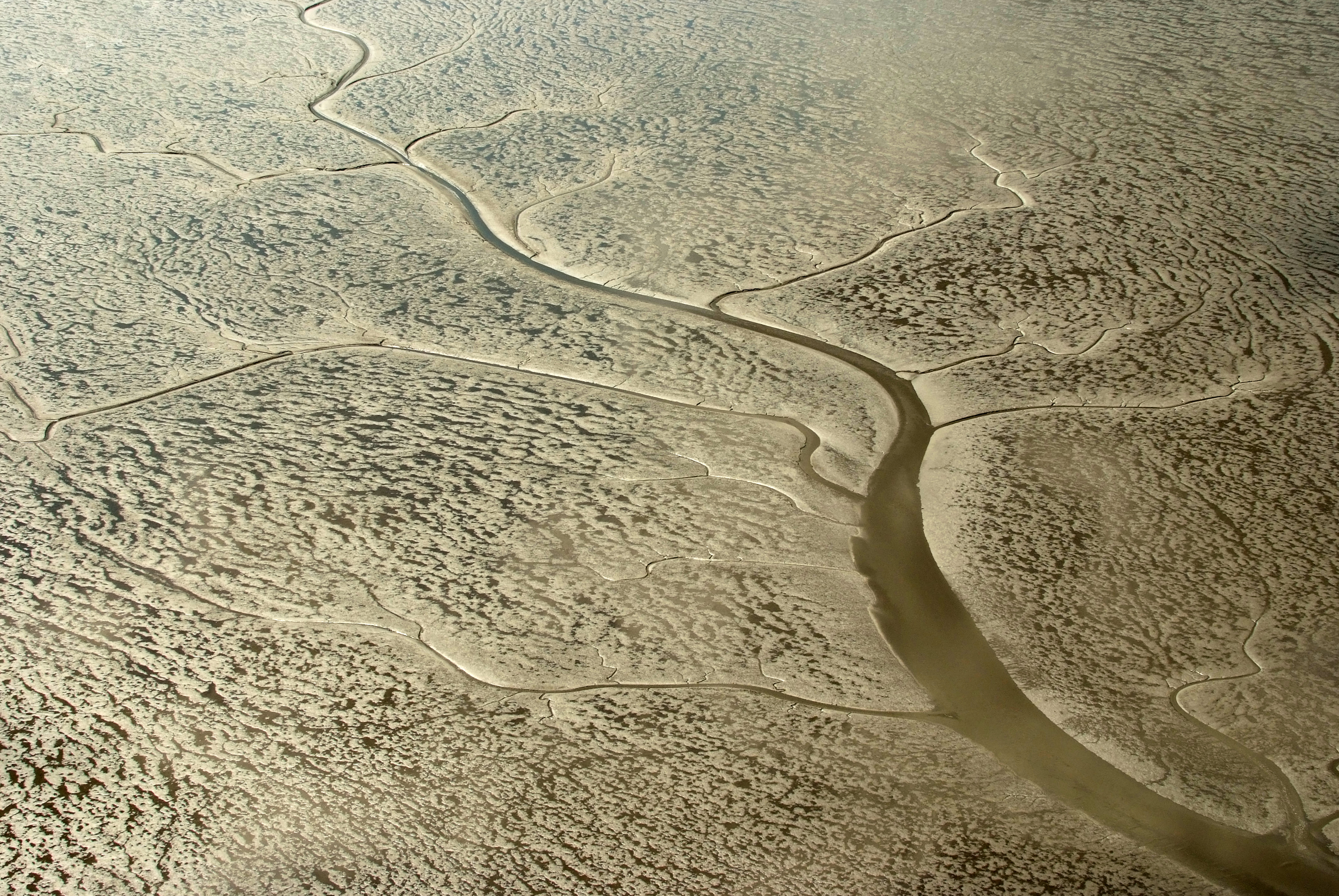
Vista aérea de esteiro no norte da Alemanha

Esteiro é um canal pouco profundo de fundo lodoso que enche e alaga com a maré, situado em deltas, marinhas, sapais e lagoas costeiras.
Também se usa como sinônimo de estuário.

## Etimologia
Provém do latim aestuariu.